# Bowling

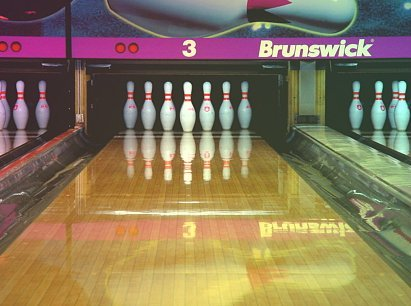
Bowlingbana

Bowling (svenskt uttal: /ˈbɔ́vlɪŋ/) är en form av kägelsport där spelaren med hjälp av ett bowlingklot skall välta tio uppställda käglor, som är placerade i en triangel i slutet av en avlång bana. Kloten är vanligen tillverkade av hårdplast, medan banans underlag brukar vara tillverkat av trä och laminat. Käglorna är oftast av hård lönn men kan också vara gjorda av hårdplast. Spelet härstammar ur kägelspelet. 
Idag finns det cirka 250 bowlinghallar i Sverige med totalt cirka 2 500 banor. I USA finns drygt 5 000 bowlinghallar med sammanlagt över 110 000 banor.
I Sverige finns det drygt 30 000 aktiva utövare. VM spelas numera vartannat år. VM 2003 spelades i Malaysia. Det var det sista VM så långt som damer och herrar spelade tillsammans. Efter det har damerna spelat i Danmark 2005, Mexiko 2007 och USA 2009. Herrarnas VM har spelats i 2006 Sydkorea och 2008 Thailand, 2010 spelades det i München, Tyskland, 2012 Las Vegas USA. Från och med 2013 spelar återigen damer och herrar tillsammans.

## Historia
Bowlingen har sitt ursprung i kägelspelet som fördes till USA med invandrare från Nederländerna och Tyskland. Spel med tio käglor ställda i trekant, på engelska "ten pin bowling" förekom åtminstone redan på 1820-talet även om "nine pin bowling" med nio käglor ställda i fyrkant förblev den vanligaste typen. På grund av utbredd vadhållning förbjöds bowling med nio käglor i Connecticut. Det innebar att den tillåtna formen med tio käglor i stället drog till sig popularitet och på 1850-talet började det konstrueras inomhusbanor. Man gjorde 1875 ett första försök att standardisera reglerna men det dröjde till 1895 American Bowling Congress (ABC) bildades innan spelet slutgiltigt fick fasta regler.
Bowlingens popularitet har sedan fortsatt att öka, särskilt sedan automatiska kägelresningsmaskiner infördes på 1950-talet.
Det Amerikanska bowlingförbundet bildades 1901 och 1926 International Bowling Association (IBA). 1923-1936 arrangerades fem VM-turneringar. IBA ersattes som internationellt organ för bowlingen 1952 av Fédération Internationale des Quilleurs FIQ, och i dess regi anordnades ett första VM 1956, från 1963 har VM-turneringar hållits vart femte år. 1962 anordnades det första Europamästerskapet, de hålls sedan 1965 vart fjärde år.
1958 bildades Professional Bowlers Association of America (PBA) vilka tillsammans med ABC organiserar herrbowlingen i USA. Damernas professionella bowling organiseras i stället av Womens Professional Bowlers Association of America (WPBA).

## Bowlingen i Sverige
Den första bowlinghallen i Sverige invigdes den 10 oktober 1909 på Hotell Regina i Stockholm. Kort därefter bildades de första bowlingföreningarna, Reginaklubben af 09 (RK 09), Kägelklubben Record och AIK:s bowlingsektion. Svenska Bowlingförbundet bildades 1930, blev 1936 medlem i Riksidrottsförbundet och 1952 i FIQ. Det första Svenska mästerskapet arrangerade 1931 i bowlinghallen på Otterhall i Göteborg.

## Poängberäkning

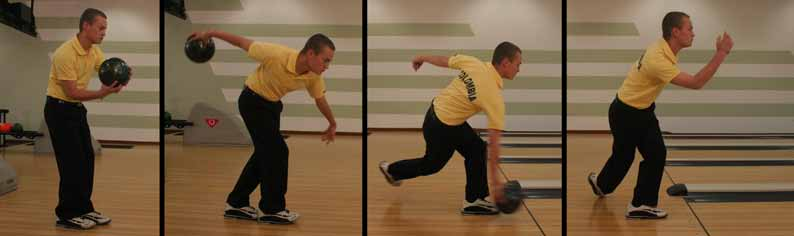
Bildrutor som visar hur man kastar ett klot.

Spelet består av serier om mellan tio och tolv uppställningar. Vid varje uppställning har spelaren två försök att välta samtliga käglor. Lyckas spelaren vid första försöket kallas detta strike (X), och vid andra försöket en spärr (spare; /). Under uppställning tio finns tre rutor, vilket innebär att spelaren kan få tre strikar, en spärr följd av annat slag, eller ett misslyckat försök att välta de tio käglorna på två slag. 
Vid två misslyckade försök att välta samtliga käglor räknas poängen enkelt ihop. Det finns vissa fördelar med att slå spärr eller strike: Vid spärr räknas nästa uppställnings första slags poäng med i det slagets poäng. Erhålls en spärr vid seriens första uppställning, följt av nio nedslagna käglor, ger detta 19 poäng under uppställning ett. Vid en strike räknas de två nästföljande slagen in i poängen. Om de tre första slagen blir 9/spärr; strike; 8/miss, erhålls alltså följande tre poäng: 20, 38, 46. 
Om man efter första slaget i en uppställning får kvar minst två käglor med ett mellanrum emellan sig har man fått ett så kallat hål (split; O; _). Om den första käglan (Kägla nummer ett) fortfarande står räknas detta dock inte som ett hål.

### Den perfekta serien
Tolv strikar ger seriens maximala 300 poäng, vilket innebär en "perfekt serie" (engelska: "Perfect game"). Förste svenske mannen att slå den perfekta serien blev Albert Nummelin den 11 mars 1928, och den första svenska kvinnan blev Maja Thuvesson den 24 januari 1956.

## Matchspel
Liga-, serie-, och turneringsspel kan spelas på lite olika sätt. I seriespel är 8-manna vanligt. Då spelar bägge lagen med 8 spelare och har möjlighet till en avbytare. Avbytaren får ofta möjligheten att värma upp på en bana bredvid de 8 som används till matchen. Om en hall har färre än 8 banor, spelas matchen i två starter, där 4 spelare ur varje lag tar första starten, och resterande den andra starten.

### Hallspel
Vissa bowlinghallar anordnar egna spelturneringar för både lag och individuella. Ofta brukar det vara kompisar som spelar i lag som tävlar mot andra lag. Dessa spel är utanför det ordinarie seriespelet. För många bowlinghallar har det varit en plantskola att få fram nya licensierade spelare.

## Material
Nya material, i form av klot, banunderlag, skor m.m. är ständigt under utveckling, vilket både försvårar sporten i viss utsträckning, men delvis underlättar för både nybörjare och professionella spelare. 

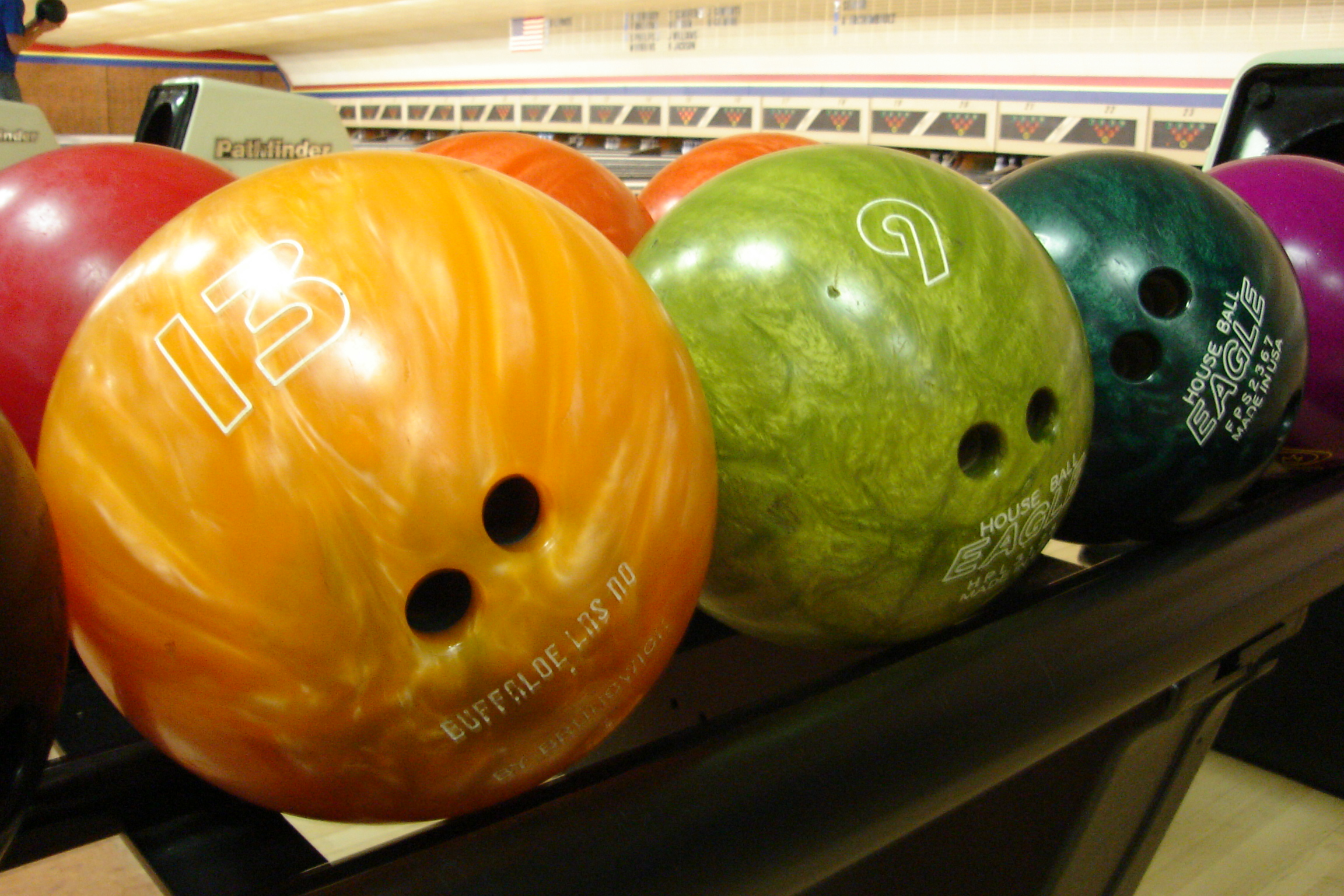
Hallklot på en klotretur

På avancerade bowlingklot består utsidan av uretanplast, MCP eller resin, som ger mer möjlighet till att skruva klotet, tillsammans med viktblocket i klotets kärna. Kloten borras efter spelarens hand, och kan justeras före borrning beroende på hur spelaren vill att klotet skall rulla/svänga (skruva) och om det skall vara aggressivt, eller mjukt. Enklare klot består av polyester, precis som många spärrbollar som de professionella använder. Vanligen är polyesterkloten gjorda för att svänga så lite som möjligt. Detta gör att klotets potentiella skruv kan tas ur beräkningen när man ska försöka spärra en kvarlämnad uppställning.
Ett bowlingklot får väga upp till 7,257 gram och har som standard tre borrade hål, däremot börjar klot utan tumhål bli alltmer populära. Detta då där är fler och fler som väljer att spela med två händer. Ett bowlingklot får ha högst 11 hål, ett för varje finger samt ett “milli”-hål som man testar klotets hårdhet med.

### Käglor

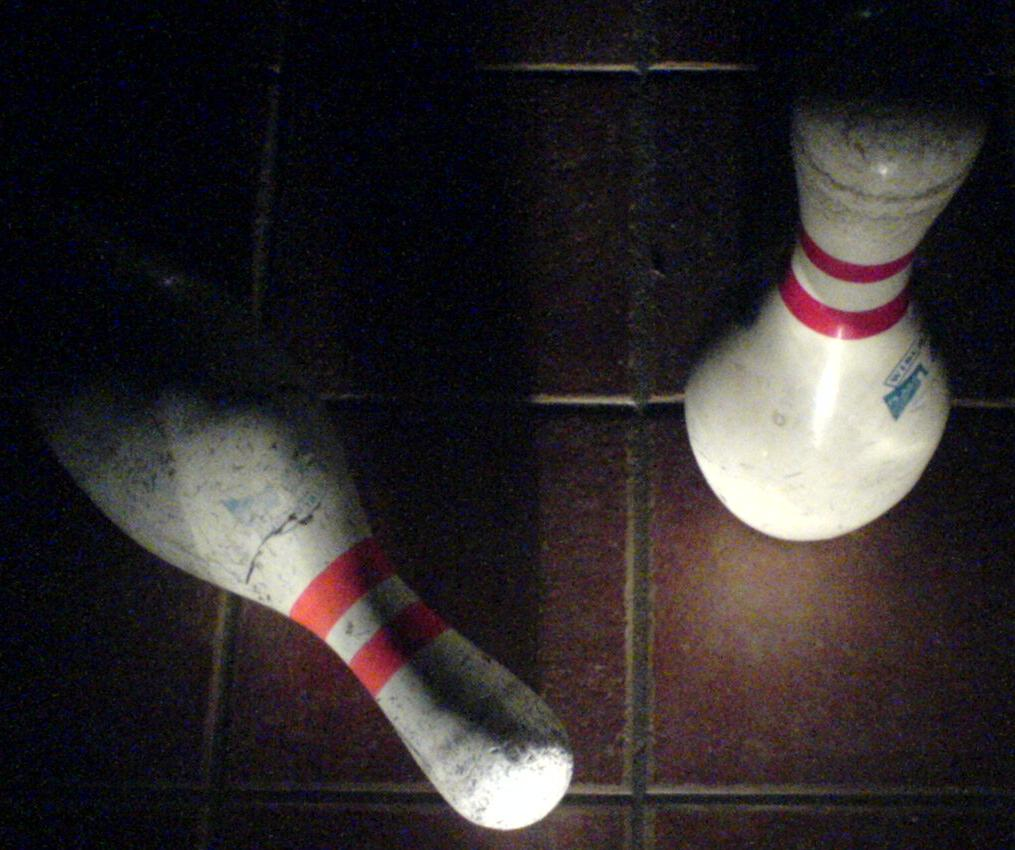
Två bowlingkäglor.

Käglorna består av en kärna i hårt lönnträ med ett ytterhölje av plast. Det finns även godkända käglor helt i plast. En kägla skall väga mellan 1 417 och 1 644 gram. Den ska vara 381 mm hög och ha en bottendiameter på 57 mm. Där käglan är som bredast är måttet 121,1mm. Käglorna är oftast vita med två röda streck.

### Banor
En vanlig bowlingbana är 63 fot lång från övertrampslinjen och till bakkanten av banan (19,2m). Från övertrampslinjen till den första käglan är det 60 foot (18,2m). En bowlingbana oljas för att öka banornas livslängd. Oljan minskar slitaget genom att minska friktionen mellan bana och klot. Man använder sig av olika oljeprofiler, dvs man lägger ut oljan på olika sätt för att kloten ska få olika skruv, vilket resulterar i mer variation i spelet. Längden på oljan varierar mellan 28 och 49 fot. Banorna är nuförtiden oftast tillverkade av laminat, men träbanor förekommer fortfarande i ett flertal hallar. På vardera sida av banan finns där en ränna som är designad för att fånga klotet, som sedan drivs ner till bollreturen, utan att träffa några käglor. Det är också vad som hänvisas till som en miss.

## Fritidsspel

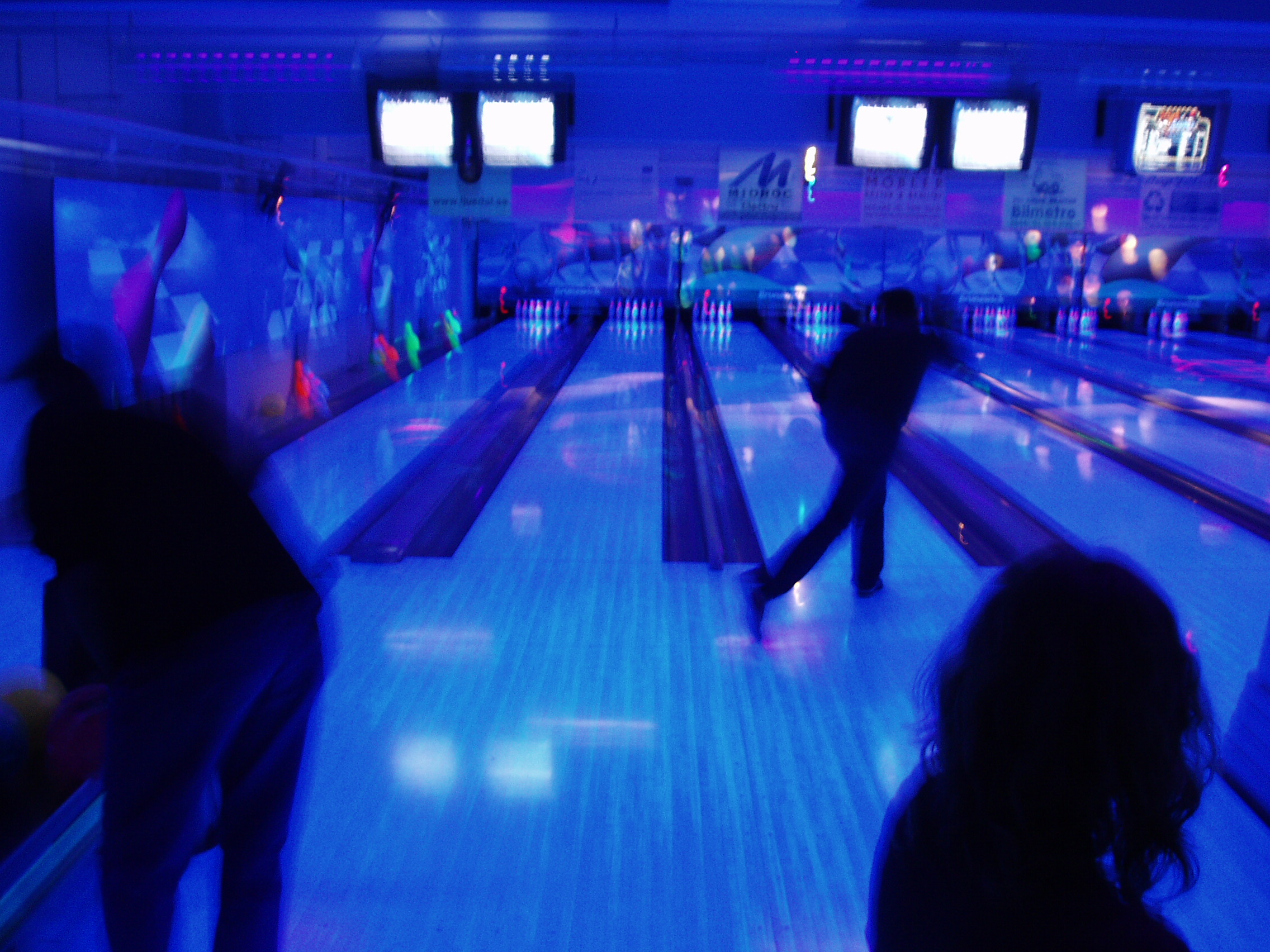
discobowling

Bowling spelas både som sport och bara för nöjes skull. Ett vanligt helgnöje är discobowling, då man i bowlinghallen kombinerar den vanliga verksamheten med discomusik och discobelysning.
Andra spelvarianter som förekommer:
- Seriespel i nationella eller regionala ligor. 8 spelare spelar 4 serier. Dessa 8 delas in i 2-manna lag som möter ett annat 2-manna lag. I varje av de 4 serierna spelar 2-manna lagen om var sin poäng, totalt 4 i varje serie + 1 poäng för det laget som hade högst slagning i den serien. Detta gör att matchpoängen kan se ut som följer, serie 1 (2-3), serie 2 (1-4), serie 3 (3-2), serie 4 (2-3)= 8-12 och vinst för bortalaget. Varje lag kan också ha en reserv som kan bytas in efter varje fullföljd serie om en spelare spelar dåligt.
- Strumpbowling - Spel i strumplästen, vilket ger sämre balans än med skor
- Minibowling eller minusbowling - Målet är att få så lite poäng som möjligt, poängen räknas som vanligt utom att det räknas som att man slagit ner alla käglor om ingen kägla ramlar. Till exempel om du får strike eller spärr räknas poängen som vanligt (strike: 10 poäng + nästa två slag. Spärr: 10 poäng + nästa slag). Minsta poäng du kan få i minibowling är 20 poäng per serie
- Baker - Ett lagspel med 3 eller fler personer som turas om att spela en hel ruta alltså både första och andra slag.
- Mix - Istället för att räkna poäng individuellt så turas man om att slå varje slag (så att en person får slå någon annans spärrslag)

## Virtuell bowling
Hard Rock Cafe i Göteborg var först i Sverige år 2004 med virtuell bowling. Spelaren använder ett normalt bowlingklot men käglorna är virtuella på en datoranimerad skärm.
Det finns många bowlingdatorspel.

## Varianter
I östra Nordamerika förekommer varianterna duckpin och candlepin, med mindre käglor och klot, och tre kast per uppställning. Dessa former är avsevärt svårare än "vanlig" bowling, till den grad att en perfekt serie på 300 poäng officiellt aldrig har uppnåtts. Strike House Lundby i Göteborg var år 2022 först i Sverige med duckpin.

## Kända bowlare

### Svenska bowlare
- Jesper Svensson (Innehar det svenska rekordet, 2122 poäng (Med 78 strikar) på åtta serier)
- Peter Hahn (Högsta slagningen i seriespel med 1141 poäng på fyra serier, skedde 2024)
- Gösta Algeskog  (VM-guld 1954, m.m.)
- Robert Andersson
- Nina Flack (utsedd till världens bästa kvinnliga spelare 2008)
- Malin Glendert (första kvinnliga spelare som fick 308, med handikapp 8 i handikapp)
- Helén Johnsson (rankad till Sveriges bästa bowlare ett flertal år)
- Tomas Leandersson
- Lena Sulkanen
- Anders Öhman (3 VM-guld)
- Mats Karlsson (Århundradets bowlare)
- Dennis Eklund ( Flerfaldig europamästare, SM-mästare, utsedd till Årets bowlare i Sverige 2010)
- Johan Damberg (VM-guld 1999 i femmanna,SM-mästare,nordisk mästare m.m),

## Medlemmar iWB
- Afrika (BFA)
  -  Egypten
  -  Etiopien
  -  Nigeria
  -  Somalia
  -  Sydafrika
  -  Tunisien
- Amerika (PANAM)
  -  Amerikanska Jungfruöarna
  -  Argentina
  -  Aruba
  -  Bahamas
  -  Bermuda
  -  Bolivia
  -  Brasilien
  -  Chile
  -  Colombia
  -  Costa Rica
  -  Curaçao
  -  Dominikanska republiken
  -  Ecuador
  -  El Salvador
  -  Guatemala
  -  Honduras
  -  Kanada
  -  Mexiko
  -  Panama
  -  Paraguay
  -  Peru
  -  Puerto Rico
  -  Uruguay
  -  USA
  -  Venezuela
- Asien (ABF)
  -  Afghanistan
  -  Bahrain
  -  Brunei
  -  Filippinerna
  -  Förenade arabemiraten
  -  Hongkong
  -  Indien
  -  Indonesien
  -  Irak
  -  Iran
  -  Japan
  -  Jordanien
  -  Kazakstan
  -  Kina
  -  Kinesiska Taipei
  -  Kuwait
  -  Macao
  -  Malaysia
  -  Mongoliet
  -  Nepal
  -  Nordkorea
  -  Oman
  -  Pakistan
  -  Qatar
  -  Saudiarabien
  -  Singapore
  -  Sydkorea
  -  Syrien
  -  Thailand
  -  Turkmenistan
  -  Uzbekistan
  -  Vietnam
- Europa (ETBF)
  -  Azerbajdzjan
  -  Belgien
  -  Bulgarien
  -  Cypern
  -  Danmark
  -  England
  -  Estland
  -  Finland
  -  Frankrike
  -  Gibraltar
  -  Grekland
  -  Irland
  -  Island
  -  Israel
  -  Italien
  -  Jersey
  -  Katalonien
  -  Kroatien
  -  Kosovo
  -  Lettland
  -  Litauen
  -  Luxemburg
  -  Malta
  -  Nederländerna
  -  Nordirland
  -  Norge
  -  Polen
  -  Portugal
  -  Rumänien
  -  Ryssland
  -  San Marino
  -  Schweiz
  -  Serbien
  -  Skottland
  -  Slovakien
  -  Slovenien
  -  Spanien
  -  Sverige
  -  Tjeckien
  -  Turkiet
  -  Tyskland
  -  Ukraina
  -  Ungern
  -  Vitryssland
  -  Wales
  -  Österrike
- Oceanien (OBF)
  -  Australien
  -  Guam
  -  Nordmarianerna
  -  Nya Zeeland